# Карл Альбрехт (підводник)
Карл Альбрехт (нім. Karl Albrecht; 21 квітня 1907, Ессен — 30 вересня 1944, Атлантичний океан) — німецький офіцер-підводник, оберлейтенант-цур-зее крігсмаріне.

## Біографія
7 квітня 1923 року вступив на флот. З 29 вересня по 23 листопада 1939 року — командир взводу 1-ї роти 1-го дивізіону корабельних гармат. З 21 грудня 1939 року — штурман на підводному човні U-62. З 14 січня 1940 року — старший штурман на U-9, з 1 квітня 1940 року — на плавучій базі підводних човнів «Вайксель». З 4 червня 1940 року — інструктор 1-ї роти 1-го навчального дивізіону підводних човнів. З 24 липня 1940 по 1 жовтня 1941 року — інструктор і командир взводу 1-ї навчальної дивізії підводних човнів. З 1 листопада 1941 по 7 серпня 1942 року — старший штурман на U-214. 1-30 квітня 1943 року пройшов курс командира човна. З 19 червня 1943 року — командир U-1062, на якому здійснив 2 походи (разом 207 днів у морі). 30 вересня 1944 року U-1062 був перехоплений в Центральній Атлантиці західніше Кабо-Верде пошуково-ударною групою на чолі з американським ескортним авіаносцем «Мішн Бей» і потоплений американським ескортним міноносцем «Фессенден». Всі 55 членів екіпажу загинули.

## Звання
- Рекрут (7 квітня 1923)
- Сингалєфрейтор (1 травня 1927)
- Оберсигналєфрейтор (1 травня 1929)
- Сигналсмат (1 вересня 1930)
- Оберсигналсмат (1 вересня 1932)
- Штурман (1 листопада 1935)
- Оберштурман (1 січня 1936)
- Штабсштурман (1 жовтня 1938)
- Штабсоберштурман (1 січня 1939)
- Лейтенант-цур-зее (1 жовтня 1942)
- Оберлейтенант-цур-зее (1 квітня 1943)

## Нагороди
- Медаль «За вислугу років у Вермахті» 4-го і 3-го класу (12 років)
- Залізний хрест
  - 2-го класу (25 січня 1940)
  - 1-го класу (12 жовтня 1942)
- Нагрудний знак підводника (21 березня 1940)